# Цапов Роман Сергійович
Рома́н Сергі́йович Цапов (нар. 16 серпня 1995, село Успенка, Донецька область) — український футзаліст, нападник луганського клубу «ЛТК».

## Біографія
Футзалом почав займатися у Амвросіївці у 2007 році. Перший тренер – Юрій Ашотович Аветисян. З вересня 2009 року в «ЛТК». У 2010 році виграв срібні нагороди чемпіонату України серед юнаків 1995 р.н..

## Титули і досягнення
- Срібний призер чемпіонату України серед юнаків 1995 р.н.: 2010